# Biogeografía de islas
La biogeografía de islas es un campo dentro de la biogeografía que establece y explica los factores que afectan la riqueza de las especies de comunidades naturales aisladas. En este contexto una isla puede ser cualquier área de hábitat rodeado por áreas inadecuadas para las especies; pueden no ser islas verdaderas rodeadas por el océano, sino también, montañas rodeadas por desiertos, lagos rodeados por la tierra firme, fragmentos de bosques rodeados por paisajes alterados por los humanos. Este campo de estudio fue creado en los años 60 por los ecólogos Robert MacArthur y E. O. Wilson quienes acuñaron el término teoría de la biogeografía de islas para referirse a las predicciones acerca del número de especies que podrían existir en una isla recién creada.

## Teoría
La teoría de la biogeografía de islas sostiene que el número de especies encontrado en una isla (número del equilibrio) es determinado por tres factores: 1) el efecto de la distancia del continente, 2) el efecto del tamaño de la isla y 3) el equilibrio dinámico entre la inmigración y la extinción de especies.

Número total de especies de reptiles y anfibios en 7 islas de diferente tamaño.

Las islas más cercanas al continente tienen mayor probabilidad de recibir inmigrantes del continente que esas más lejos del continente. El número del equilibrio de una isla cerca de África va a ser más grande que el de uno encontrado a mitad del océano Atlántico. Éste es el efecto de la distancia. El efecto del tamaño se refleja en la relación tamaño de la isla y la diversidad de especies. En islas más pequeñas la probabilidad de extinción es mayor que en islas grandes. Así las islas más grandes pueden tener más especies que las más pequeñas. El juego entre estos dos factores se puede utilizar para establecer cuántas especies puede tener una isla en equilibrio.
La teoría de la biogeografía de islas fue probada por Wilson y su estudiante Daniel Simberloff en manglares de Florida. Las pequeñas islas de manglares fueron examinadas fumigando con bromuro metílico a los claros de bosque para exterminar los artrópodos. Las islas fueron supervisadas para estudiar la inmigración de la especie a las islas (el equivalente experimental de la creación de islas nuevas). Dentro de un año las islas descolonizadas habían alcanzado equilibrio. Las islas más cercanas al continente tenía más especies, según lo predicho.
Estas investigaciones han contribuido a una gran cantidad de publicaciones referentes a los cambios ecológicos que seguían la formación de islas, tales como la extinción local de depredadores grandes y de los cambios subsecuentes en poblaciones de las presas.

### Factores que influencian a comunidades de islas
- Grado del aislamiento (distancia al vecino más cercano, y al continente).
- Duración del aislamiento (tiempo). Por ejemplo, los tepuyes en Venezuela se han considerado como islas en el tiempo (;[2][3]); debido al largo tiempo (casi 1000 millones de años) durante el cual ha venido actuando la erosión en la cobertura sedimentaria de la Guayana venezolana separando a los tepuyes y convirtiéndolos en islas desde el punto de vista ecológico. Sin embargo, esta idea, aunque es muy interesante, no toma en cuenta los procesos de selección y adaptación al medio de los seres vivos durante un período tan largo, que son mucho más poderosos que los científicos suelen plantear y que ponen en duda todo lo que se conoce al respecto en este tema.
- Tamaño de la isla (un área más grande facilita generalmente mayor diversidad).
- Clima (tropical contra el ártico, húmedo contra árido, etc.).
- Corrientes en relación con el océano (influencias: alimento, pescados, pájaro, y patrones del flujo de semillas).
- Composición inicial de plantas y animales si está unida previamente a una masa más grande de tierra (e.g., marsupiales, primates, etc.).
- La composición de las especies colonizadoras tempranas (si están aisladas).
- Actividad humana.[4]

## Conservación
Pocos años después de publicada la teoría se empezó a poner en práctica su aplicación en el campo de la biología de la conservación, dando lugar a numerosos debates entre los ecólogos. La comprensión de que las reservas y parques nacionales forman islas dentro de paisajes alterados por los humanos (fragmentación de hábitats) causó gran preocupación porque significaría que estas islas pueden perder especies cuando se aproximan al equilibrio en número de especies. Este problema es especialmente grave cuando se trata de especies de mayor tamaño físico, las que en general necesitan mayores extensiones de terreno. Un trabajo de William Newmark, publicado en Nature y resumido en el diario The New York Times mostró una fuerte correlación entre el tamaño de parques nacionales protegidos de los Estados Unidos y el número de especies de mamíferos presentes.
Esto llevó a un debate conocido como «solo grande o varios pequeños» (SLOSS, por sus siglas en inglés, single large or several small') descrito por el escritor David Quammen en La vanción del dodo como «la versión ecológica gentil de la guerra de trincheras». En los años subsiguientes a la publicación de los trabajos de Wilson y Simberloff los ecólogos han encontrado más ejemplos de la relación especies-área. Por eso los planes de conservación han adoptado la perspectiva de que una reserva grande puede mantener mayor número de especies que varias pequeñas y que las reservas grandes deberían ser la norma en diseño de reservas ecológicas. Esta visión ha sido adoptada en especial por Jared Diamond. A su vez, algunos ecólogos, incluyendo a Daniel Simberloff consideraron que ésta es una simplificación no justificada que puede llegar a dañar los esfuerzos de conservación. La diversidad de hábitats puede ser más importante que el tamaño de un área en la determinación del número de especies protegidas.
La teoría de biogeografía de islas ha llevado al desarrollo de corredores ecológicos como una herramienta de conservación para incrementar la conectividad entre hábitats aislados. Los corredores ecológicos o corredores biológicos pueden incrementar el movimiento de especies entre parques y reservas y, de esta manera, aumentar el número de especies que pueden sustentar.
La especiación alopátrica es la que mejor se aplica a la biogeografía de islas en cuanto a la diversidad de especies. La especiación alopátrica tiene lugar cuando nuevos acervos genéticos o génicos surgen a raíz de la selección natural dentro de un acervo génico. La biogeografía de islas es también útil cuando se considera la especiación simpátrica, el concepto de diferentes especies que surgen de una especie ancestral en la misma área.